# L'Ullar
|  | Per a altres significats, vegeu «l'Ullar (Bertí)». |

L'Ullar és una masia del municipi de Figaró-Montmany, pertanyent a la comarca del Vallès Oriental, dins de l'àmbit de l'antic poble rural de Montmany de Puiggraciós. És al sector sud-oest del terme, al costat nord-est del que fou el nucli principal del poble de Montmany, on hi ha l'antiga església de Sant Pau de Montmany. És una de les poques masies encara habitades. És a la dreta del torrent de la Rovira i del torrent de Maries. Hi passa el camí de Sant Pau de Montmany.
El mas és documentat ja a l'any 1251 i va ser habitada per la família Ullar fins a principis del segle xx, quan va haver-hi un plet entre familiars i acabà en mans de Salvador Font i els seus causahavents.